# Straż Ludowa (1942–1944)
Straż Ludowa (niem. Volkswehr, ros. Народная стража) – kolaboracyjna pomocnicza formacja zbrojna na okupowanych obszarach ZSRR podczas II wojny światowej
Oddziały Straży Ludowej zaczęły być formowane na okupowanych terenach centralnej Rosji od wiosny/lata 1942. Początkowo ich struktura organizacyjna i liczebność była różna; z czasem przeorganizowywano je w kompanie i bataliony na wzór wojskowy. Oddziały zostały stworzone z Hiwisów (byłych jeńców wojennych i dezerterów z Armii Czerwonej), członków lokalnych samorządów oraz ochotników spośród miejscowej ludności. Część ludności wstępowała do oddziałów ochotniczo, część na zasadzie przeprowadzenia przez Niemców mobilizacji. Składano niemiecką przysięgę wojskową na wierność III Rzeszy i Adolfowi Hitlerowi.
Uzbrojenie składało się ze zdobycznych sowieckich pistoletów i karabinów ręcznych. Umundurowanie było niemieckie. Kadra oficerska i podoficerska składała się z byłych wojskowych sowieckich. Do oddziałów byli przydzielani niemieccy podoficerowie, faktycznie podejmujący najważniejsze decyzje. Na obszarze podporządkowanym Grupie Armii "Środek" zostało ostatecznie utworzonych czternaście batalionów Straży Ludowej. Organizowano je m.in. w Trubczewsku, Kromach, Poczepiu, Orle, Naryszkinie, wsi Soskowo. Oddziały stacjonowały najczęściej w okolicach większych miejscowości.
Do zadań Straży Ludowej należało zwalczanie partyzantki oraz ochrona instalacji militarnych i szlaków komunikacyjnych. Dla Niemców dużym problemem była jednak dezercja członków Straży Ludowej. Część oddziałów pod koniec 1942 uzyskało status Osttruppen. W listopadzie tego roku trzy bataliony: Trubczewski, Dmitrowski i Kromski przemianowano na 618 Batalion Wschodni, 619 Batalion Wschodni i 620 Batalion Wschodni.
Latem 1943 na tyłach frontu wschodniego działało jeszcze dziesięć batalionów i jedna kompania samodzielna Straży Ludowej, liczących ogółem ponad 5 tysięcy ludzi. Ostatnie oddziały funkcjonowały jeszcze do przełomu 1943/1944, kiedy włączone je w skład Osttruppen.